# 贝维尔
贝维尔（法語：Berville，法語發音：[bɛʁvil] ⓘ）是法国法兰西岛大区瓦兹河谷省的一个市镇，属于蓬图瓦兹区。

## 地理
贝维尔（49°11'27"N, 2°4'17"E）面积8.51 平方千米，位于法国法蘭西島大區瓦兹河谷省，该省份为法国北部内陆省份，北起瓦兹省，西接厄尔省，南至塞纳-圣但尼省、上塞纳省和伊夫林省，东临塞纳-马恩省。
与贝维尔接壤的市镇（或旧市镇、城区）包括：昂布兰维尔、埃农维尔、讷维尔博斯克、阿龙维尔、阿拉维利耶。

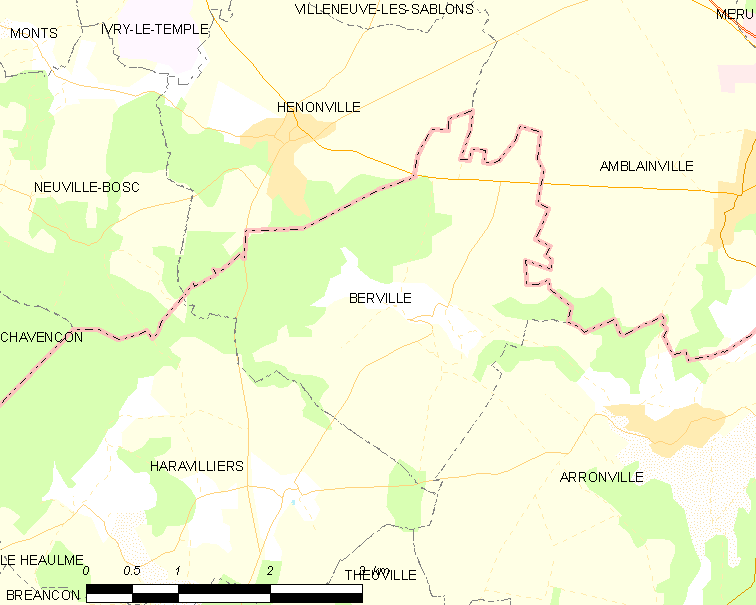
贝维尔的OSM定位图

贝维尔的时区为UTC+01:00、UTC+02:00（夏令时）。

## 行政
贝维尔的邮政编码为95810，INSEE市镇编码为95059。

## 政治
贝维尔所属的省级选区为蓬图瓦兹县。

## 人口

1962-2008年间贝维尔人口变化图示

贝维尔于2022年1月1日时的人口数量为370人。